# Campeonato Mundial de Judô de 2017
O Campeonato Mundial de Judô de 2017 foi realizado no Budapest Sports Arena, na cidade de Budapeste, na Hungria, entre 28 de agosto á 3 de setembro de 2017. 

## Medalhistas

### Masculino
| Evento                        | Ouro                     | Prata                   | Bronze                      |
| ----------------------------- | ------------------------ | ----------------------- | --------------------------- |
| Ligeiro (60 kg) detalhes      | JPN Naohisa Takato       | AZE Orkhan Safarov      | MGL Ganbatyn Boldbaatar     |
| Ligeiro (60 kg) detalhes      | JPN Naohisa Takato       | AZE Orkhan Safarov      | UZB Diyorbek Urozboev       |
| Meio leve (66 kg) detalhes    | JPN Hifumi Abe           | RUS Mikhail Pulyaev     | GEO Vazha Margvelashvili    |
| Meio leve (66 kg) detalhes    | JPN Hifumi Abe           | RUS Mikhail Pulyaev     | ISR Tal Flicker             |
| Leve (73 kg) detalhes         | JPN Soichi Hashimoto     | AZE Rustam Orujov       | KOR An Chang-rim            |
| Leve (73 kg) detalhes         | JPN Soichi Hashimoto     | AZE Rustam Orujov       | MGL Ganbaataryn Odbayar     |
| Meio médio (81 kg) detalhes   | GER Alexander Wieczerzak | ITA Matteo Marconcini   | IRI Saeid Mollaei           |
| Meio médio (81 kg) detalhes   | GER Alexander Wieczerzak | ITA Matteo Marconcini   | RUS Khasan Khalmurzaev      |
| Médio (90 kg) detalhes        | SRB Nemanja Majdov       | SVN Mihael Žgank        | KOR Gwak Dong-han           |
| Médio (90 kg) detalhes        | SRB Nemanja Majdov       | SVN Mihael Žgank        | GEO Ushangi Margiani        |
| Meio pesado (100 kg) detalhes | JPN Aaron Wolf           | GEO Varlam Liparteliani | AZE Elmar Gasimov           |
| Meio pesado (100 kg) detalhes | JPN Aaron Wolf           | GEO Varlam Liparteliani | RUS Kirill Denisov          |
| Pesado (+100 kg) detalhes     | FRA Teddy Riner          | BRA David Moura         | MGL Naidangiin Tüvshinbayar |
| Pesado (+100 kg) detalhes     | FRA Teddy Riner          | BRA David Moura         | BRA Rafael Silva            |

### Feminino
| Evento                       | Ouro                      | Prata                      | Bronze                        |
| ---------------------------- | ------------------------- | -------------------------- | ----------------------------- |
| Ligeiro (48 kg) detalhes     | JPN Funa Tonaki           | MGL Mönkhbatyn Urantsetseg | JPN Ami Kondo                 |
| Ligeiro (48 kg) detalhes     | JPN Funa Tonaki           | MGL Mönkhbatyn Urantsetseg | KAZ Galbadrakhyn Otgontsetseg |
| Meio leve (52 kg) detalhes   | JPN Ai Shishime           | JPN Natsumi Tsunoda        | RUS Natalia Kuziutina         |
| Meio leve (52 kg) detalhes   | JPN Ai Shishime           | JPN Natsumi Tsunoda        | BRA Érika Miranda             |
| Leve (57 kg) detalhes        | MGL Dorjsürengiin Sumiyaa | JPN Tsukasa Yoshida        | FRA Hélène Receveaux          |
| Leve (57 kg) detalhes        | MGL Dorjsürengiin Sumiyaa | JPN Tsukasa Yoshida        | GBR Nekoda Smythe-Davis       |
| Meio médio (63 kg) detalhes  | FRA Clarisse Agbegnenou   | SVN Tina Trstenjak         | POL Agata Ozdoba              |
| Meio médio (63 kg) detalhes  | FRA Clarisse Agbegnenou   | SVN Tina Trstenjak         | MGL Baldorjyn Möngönchimeg    |
| Médio (70 kg) detalhes       | JPN Chizuru Arai          | PUR María Pérez            | COL Yuri Alvear               |
| Médio (70 kg) detalhes       | JPN Chizuru Arai          | PUR María Pérez            | ESP María Bernabéu            |
| Meio pesado (78 kg) detalhes | BRA Mayra Aguiar          | JPN Mami Umeki             | CUB Kaliema Antomarchi        |
| Meio pesado (78 kg) detalhes | BRA Mayra Aguiar          | JPN Mami Umeki             | GBR Natalie Powell            |
| Pesado (+78 kg) detalhes     | CHN Yu Song               | JPN Sarah Asahina          | KOR Kim Min-jeong             |
| Pesado (+78 kg) detalhes     | CHN Yu Song               | JPN Sarah Asahina          | AZE Iryna Kindzerska          |

### Equipe mista
| Evento                | Ouro | Prata | Bronze |
| --------------------- | --- | --- | --- |
| Equipe mista detalhes | Japão · Chizuru Arai · Sarah Asahina · Hisayoshi Harasawa · Soichi Hashimoto · Kenta Nagasawa · Takanori Nagase · Riki Nakaya · Takeshi Ojitani · Saki Niizoe · Akira Sone · Nae Udaka · Tsukasa Yoshida | Brasil · Maria Suelen Altheman · Eduardo Barbosa · Eduardo Bettoni · Marcelo Contini · Érika Miranda · David Moura · Victor Penalber · Maria Portela · Ketleyn Quadros · Rafael Silva · Rafaela Silva · Beatriz Souza | França · Clarisse Agbegnenou · Émilie Andéol · Benjamin Axus · Axel Clerget · Romane Dicko · Pierre Duprat · Marie-Eve Gahié · Priscilla Gneto · Cyrille Maret · Loïc Pietri · Hélène Receveaux · Teddy Riner |
| Equipe mista detalhes | Japão · Chizuru Arai · Sarah Asahina · Hisayoshi Harasawa · Soichi Hashimoto · Kenta Nagasawa · Takanori Nagase · Riki Nakaya · Takeshi Ojitani · Saki Niizoe · Akira Sone · Nae Udaka · Tsukasa Yoshida | Brasil · Maria Suelen Altheman · Eduardo Barbosa · Eduardo Bettoni · Marcelo Contini · Érika Miranda · David Moura · Victor Penalber · Maria Portela · Ketleyn Quadros · Rafael Silva · Rafaela Silva · Beatriz Souza | Coreia do Sul An Baul An Chang-rim Gwak Dong-han Jeong Hye-jin Ji Yun-seo Kim Min-jeong Kim Sung-min Kim Seong-yeon Kwon You-jeong Lee Jae-yong Park Yu-jin Won Jong-hoon                                     |

## Quadro de medalhas
| Ordem | País          | Medalha de ouro | Medalha de prata | Medalha de bronze | Total |
| ----- | ------------- | --------------- | ---------------- | ----------------- | ----- |
| 1     | Japão         | 8               | 4                | 1                 | 13    |
| 2     | França        | 2               | 0                | 2                 | 4     |
| 3     | Brasil        | 1               | 2                | 2                 | 5     |
| 4     | Mongólia      | 1               | 1                | 4                 | 6     |
| 5     | China         | 1               | 0                | 0                 | 1     |
| 5     | Alemanha      | 1               | 0                | 0                 | 1     |
| 5     | Sérvia        | 1               | 0                | 0                 | 1     |
| 8     | Azerbaijão    | 0               | 2                | 2                 | 4     |
| 9     | Eslovênia     | 0               | 2                | 0                 | 2     |
| 10    | Rússia        | 0               | 1                | 3                 | 4     |
| 11    | Geórgia       | 0               | 1                | 2                 | 3     |
| 12    | Itália        | 0               | 1                | 0                 | 1     |
| 12    | Porto Rico    | 0               | 1                | 0                 | 1     |
| 14    | Coreia do Sul | 0               | 0                | 4                 | 4     |
| 15    | Grã-Bretanha  | 0               | 0                | 2                 | 2     |
| 16    | Colômbia      | 0               | 0                | 1                 | 1     |
| 16    | Cuba          | 0               | 0                | 1                 | 1     |
| 16    | Irão          | 0               | 0                | 1                 | 1     |
| 16    | Israel        | 0               | 0                | 1                 | 1     |
| 16    | Cazaquistão   | 0               | 0                | 1                 | 1     |
| 16    | Polónia       | 0               | 0                | 1                 | 1     |
| 16    | Espanha       | 0               | 0                | 1                 | 1     |
| 16    | Uzbequistão   | 0               | 0                | 1                 | 1     |
| Total | Total         | 15              | 15               | 30                | 60    |